# Sistema de gestión de activos digitales
Un sistema de gestión de activos digitales, también conocido por las siglas DAMS (del inglés ‘’Digital Asset Management System’’), es un sistema (software y hardware) que se encarga de almacenar, gestionar, organizar, procesar y distribuir activos digitales. Su objetivo es simplificar la gestión de los activos digitales y facilitar a los usuarios autorizados la búsqueda y recuperación del activo que necesitan. El valor del activo gestionado se materializa solo si es accesible por los usuarios autorizados en el momento en que lo necesiten.
Este tipo de sistemas proveen desintermediación entre los emisores de activos digitales, las aplicaciones de los desarrolladores y los consumidores. Además desacoplan tareas relacionadas con la gestión de los activos, tales como la emisión, el procesamiento de transacciones, securización de los fondos de los usuarios y establecimiento de identidades de usuario.
El término sistema de gestión de recursos digital incluye muchos tipos de sistemas, desde librerías de ficheros digitales de un individuo o una base de datos de fotografías de un fotógrafo hasta soluciones que se parece a un gestor de contenidos empresarial.
Es habitual que estos sistemas asocien a cada activo digital unos metadatos para por ejemplo describir el activo en sí, indicar quien tiene la propiedad, categorizar etc.

## Tareas
Dentro de las tareas incluidas en la gestión de activos digitales podemos tener procesos relacionados con :
- Almacenamiento de recursos (ya sea en un disco, en unidades de red o directamente en la nube)
- Creación de copias de seguridad
- Categorización
- Organización de recursos
- Búsqueda de recursos
- Recuperación de recursos
- Distribución y compartición de recursos
- Comercialización (comercio electrónico)
- Seguimiento del uso de un recurso
- Creación de un flujo de trabajo automatizado.
- Conversión de formatos
- Cambio de tamaño
- Renombrado de recursos

## Aplicaciones
Ejemplos de aplicación de este tipo de sistemas:
- Gestión de acciones y valores financieros
- Gestión de colecciones de recursos digitales
- Gestión del acceso y suscripción a ciertos recursos.
- Gestión de cupones.
- Gestión de moneda fiduciaria.
- Gestión de propiedades inteligentes. Son propiedades cuyo propietario es controlado vía una cadena de bloques, usando contratos inteligentes. Por ejemplo se podrían gestionar propiedades de objetos reales como coches, teléfono o casas. También se podrían gestionar propiedades de objetos no físicos como acciones de una compañía o derechos de acceso a una computadora remota.[6]

## Arquitecturas
Existen tres modelos habituales de implementación:
- Centralizado. Un Gestor de Activos Digitales Centralizado', también conocidos por CADM (del inglés Centralized Digital Asset Management) realiza las tareas de gestión de activos digitales como un conjunto concéntrico y singular de organizaciones y servicios, normalmente para dar servicio a una empresa entera, independientemente de su localización geográfica,  implicando centralización completa y no federación de cualquier trabajo asociado a la gestión los activos digitales
- Federado. También llamado Descentralizado.  Realiza las tareas de gestión de activos digitales en múltiples núcleos, comunidades, o organizaciones, sin implicar centralización en la implementación y ejecución de las tareas asociadas a la gestión de los activos digitales.
- Híbrido. Es una mezcla de las dos modelos anteriores para aprovechar las ventajas de ambos. En la arquitectura centralizada es más fácil coordinar el trabajo y proveer una cobertura amplia, a través de las muchas áreas de la empresa y partes interesadas relevantes. Sin embargo en la arquitectura centralizada es más difícil desarrollar y dotar recursos y servicios para desarrollar todo el trabajo que se requiere a través de todos los participante, en un entorno que abarca más que la empresa. En el modelo híbrido hay una organización central de gestión de activos digitales que normalmente es responsables de cosas como la gobernanza centralizada, la órdenes, el control y la comunicación. Por otro lado hay parte distribuida que trata con formas localizadas de gestión de activos digitales. En este tipo de paradigma, la parte federada normalmente informa directamente a su gestión local pero tiene una serie de responsabilidad dentro de la gestión la organización de gestión de activos digitales centralizada.

## Aprovechamiento de la cadena de bloques
La tecnología de cadena de bloques es especialmente útil para este tipo de sistemas porque actúan como libros contables de los activos y aprovecha las propiedades de seguridad de las cadenas de bloques: Imposibilidad de falsificaciones, inmutabilidad, desintermediación, fácil transferencia, transparencia, facilidad para la auditoría, no sobrecarga relacionada con el procesamiento de transacciones y efecto de red producida por tener una infraestructura unificada para múltiples tipos de tokens.
Por ejemplo se puede usar la cadena de bloques para realizar sin intermediarios:
- Registro de prueba de creación para obtención de la propiedad.
- Implementación de contratos inteligentes.
  - Hay múltiples plataformas, como Monegraph, Stem, Verisart y Ascribe, en las que el proyecto creativo es desarrollado en formato digital sobre aplicaciones y sistemas construidos sobre la tecnología de cadena de bloques y que por tanto pueden grabar todo el proceso de creación, dejando patente quien ha realizado la creación y cuando.
  - Para trabajos que no han sido creados desde el principios sobre un sistema basados en cadena de bloques es fundamental determinar un criterio para aceptar el registro de la propiedad de cierto activo. Esto también ocurre en el mundo real. Por ejemplo las oficinas de patentes tienen a personal encargado en revisar las patentes de aplicaciones. En sistemas basados en cadena de bloques sería también necesario este tipo de examen de las peticiones previa a la inserción en la cadena.
- Registro de prueba de primer uso para obtención de la propiedad. En muchas legislaciones para la apropiación de marcas y logos, para un determinada categoría de bienes y servicios, es necesario acreditar una prueba de primer uso de ella. La cadena de bloques puede usarse con este propósito ya que puede ser una tecnología barata para realizar un registro y estampillado de tiempo del uso de la marca o logo.
- Transferencia del activo digital junto con el registro de dicha transferencia.
- Gestión de derechos de autor. La cadena de bloques ofrece un mecanismo sin intermediarios (conecta directamente al autor con su audiencia) de registro inmutable de transacciones que puede ser usado como método de realizar un seguimiento seguro de qué usuarios autorizados tienen un activo digital particular y grabar aquellas transacciones que involucren este activo. Por ejemplo, para la música, en lugar de impedir, como hasta ahora, la reproducción de una canción en un dispositivo que no está registrado, se trataría de identificar y rastrear a quien posee el derecho de uso y controlar para verificar que se cumplen los términos de en los que se ha licenciado dicho uso.
- Realización y registro de transferencias de propiedad, de todo o fracción, del activo digital. Formas:
  - Registro de transacciones de transferencia de la propiedad, o licencia de uso, del activo. Las compañías ascribe, Monegraph y Ujo hacen esto. Por ejemplo ascribe permite que creadores de contenido digital suban su contenido. Se genera una firma criptográfica del contenido y la asocia al creador, resultado un ID que es introducido en la cadena de bloques de Bitcoin. A continuación el sistema ascribe facilita futuras transacciones relativa a ese activo digital, cada una de las cuales es introducida en la cadena de bloques de tal forma que se graba de forma inmutable.
  - A través de la generación de tokens que representen alguna parte o todo el activo digital. El token es cifrado y se necesita la clave privada del propietario para transferirse. Estos token actúa como IOU (siglas en inglés de «I owe you», en español «te debo» y, por analogía, «pagaré»)  y presentándolo a la parte que posea el activo, puedes reclamarle que te lo comparta. Por ejemplo este sistema se podría usar para compra-venta-reventa de derecho de visualización en la nube de películas. El modelo es similar a cuando en el mundo real compramos un libro, lo leemos y decidimos si queremos guardarlo o venderlo en el mercado de libros usados.
- Realización de micropagos.
- Proporcionar una herramienta de transparencia en los procesos de colaboración creativa actuando como registrador del proceso creativo y así frenar disputas entre las partes. Al ser todo más rastreable e identificable se facilita la colaboración creativa.[11]

## Lectura adicional
- Diamond, David (2012). DAM Survival Guide: Digital Asset Management Initiative Planning. DAMSurvivalGuide.com. [S.l.: s.n.]
- Krogh, Peter (2009). The DAM Book, Second Edition. O'Reilly Media. [S.l.: s.n.] ISBN 0-596-52357-2
- Austerberry, David (2006). Digital Asset Management, Second Edition. Focal Press. [S.l.: s.n.] ISBN 0-240-80868-1
- Jacobsen, Jens; Schlenker, Tilman; Edwards, Lisa (2005). Implementing a Digital Asset Management System: For Animation, Computer Games, and Web Development. Focal Press. [S.l.: s.n.] ISBN 0-240-80665-4
- Mauthe, Andreas; Thomas, Peter (2004). Professional Content Management Systems: Handling Digital Media Assets. Wiley. [S.l.: s.n.] ISBN 0-470-85542-8
- Theresa Regli (2016). Digital and Marketing Asset Management. Rosenfeld. [S.l.: s.n.] ISBN 1-933820-12-8
- Elizabeth Keathley (2014). Digital Asset Management: Content Architectures, Project Management, and Creating Order out of Media Chaos. APress. [S.l.: s.n.] ISBN 1430263776
- Generoso, Adalberto (2019). «¿Qué es la Digital Asset Management (DAM)?». Yapoli. Recuperado el 13 de enero de 2021

- Datos: Q1224694